# اتحاد پرتغال و انگلستان
اتحاد پرتغال و انگلستان به پیمان ویندسور در ۱۳۸۶ میلادی اشاره دارد که در نتیجه آن، اتحاد و پیوند میان پرتغال و انگلستان شکل گرفت که تا امروز قدیمی‌ترین پیمان نظامی برجای مانده می‌باشد. قدیمی‌ترین پیمان گنجانده شده در این اتحاد، پیمان پرتغال و انگلستان (۱۳۷۳ م.) می‌باشد.
منشأ این اتحاد به دوره قرون وسطی بازمی گردد. در سراسر تاریخ این پیمان کمک بزرگی به هردو دولت بوده‌است؛ برای مثال، در هنگام جنگ‌های ناپلئونی در جبهه شبه جزیره ایبری، بریتانیا به پرتغال کمک کرد تا در جنگ شبه جزیره بر ارتش اشغالگر فرانسه غلبه کند و در جنگ جهانی اول نیز پرتغال کمک بریتانیا را جبران نمود.